# Médias en Islande
Les médias islandais sont bien développés pour un pays de cette taille[réf. nécessaire]. La Constitution de l'Islande garantit une liberté d'expression absolue, faisant ainsi des médias islandais certains des plus libres dans le monde. Cette liberté a été renforcée en 2010 par la loi issue de l'Icelandic Modern Media Initiative.

## Télévision

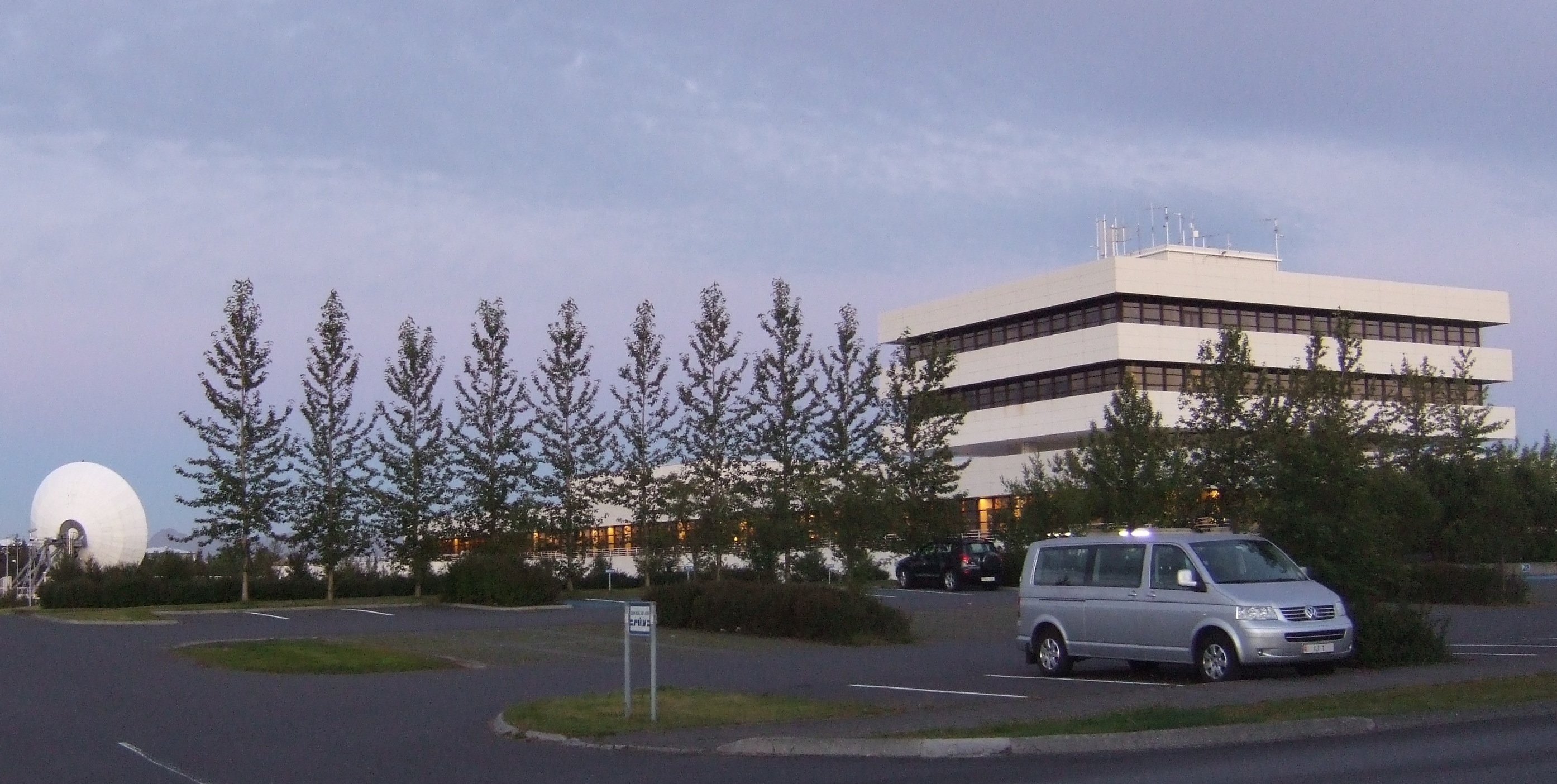
Le siège de la RÚV

La principale chaîne de télévision en Islande appartient à la RÚV, l'entreprise nationale de radio et de télévision. Elle s'engage à promouvoir la langue Islandaise et l'histoire du pays. Elle est financée par la redevance audiovisuelle ainsi que par la publicité.
La chaîne de télévision transmise par la RÚV est Sjónvarpið, qui se traduit par la télévision. Cette chaine, dont les émissions ont débuté en 1966 doit depuis 1986 faire face à l'émergence de la télévision privée.
Les chaines privées les plus importantes sont détenues par l'entreprise 365 miðlar : ainsi Stöð 2 (la chaine 2) et sa version sport. Entièrement financée par la publicité, Stöð 2 diffuse notamment des séries américaines sous-titrées en islandais comme Dexter ou True Blood. Comme Canal+ en France, il s'agit d'une chaine à péage ne diffusant qu'une partie de ses programmes en clair. 
La seule autre chaine diffusant sans abonnement est la chaine privée SkjárEinn, créée en 1999 et qui diffuse principalement des programmes d'origine américaine.

## Radio
Avant la création de Sjónvarpið en 1966, RÚV diffusait déjà depuis 1930 des programmes radio au travers des stations Rás 1, la plus importante du pays, et Rás 2. Bylgjan est une station privée importante.

## Presse
La lecture des journaux est un des passe-temps préféré des Islandais. La presse imprimée dans le pays est donc très bien développée.
Fréttablaðið, édité par 365 miðlar, est le principal journal quotidien en Islande et a la plus grande diffusion par rapport à n'importe quel autre journal dans le pays. Peu cher, sa livraison à domicile est gratuite. Morgunblaðið, fondé en 1913, est un journal beaucoup plus ancien, et est le concurrent principal de Fréttablaðið. Ce sont les deux publications principales du point de vue de la presse de qualité.
Les tabloïdes comprennent notamment Dagblaðið Vísir, diffusé chaque week-end. Viðskiptablaðið est quant à lui le principal journal d'affaires. Enfin, en ce qui concerne la presse magazine l'on peut citer Iceland Review, un magazine principalement culturel de langue anglaise fondé en 1963.

## Internet
Avec 285 676 utilisateurs connectés pour 306 694 habitants en 2008, Internet joue un rôle prépondérant en Islande. Le réseau social Facebook est très utilisé, avec environ 150 280 inscrits en avril 2009, soit 46,89 % de la population,,. En ce qui concerne les sites d'information, on peut citer visir.is ou mbl.is.